# Leptodiaptomus nudus
Leptodiaptomus nudus är en kräftdjursart som först beskrevs av Marsh 1904.  Leptodiaptomus nudus ingår i släktet Leptodiaptomus och familjen Diaptomidae. Inga underarter finns listade i Catalogue of Life.